# Palais Schlobach

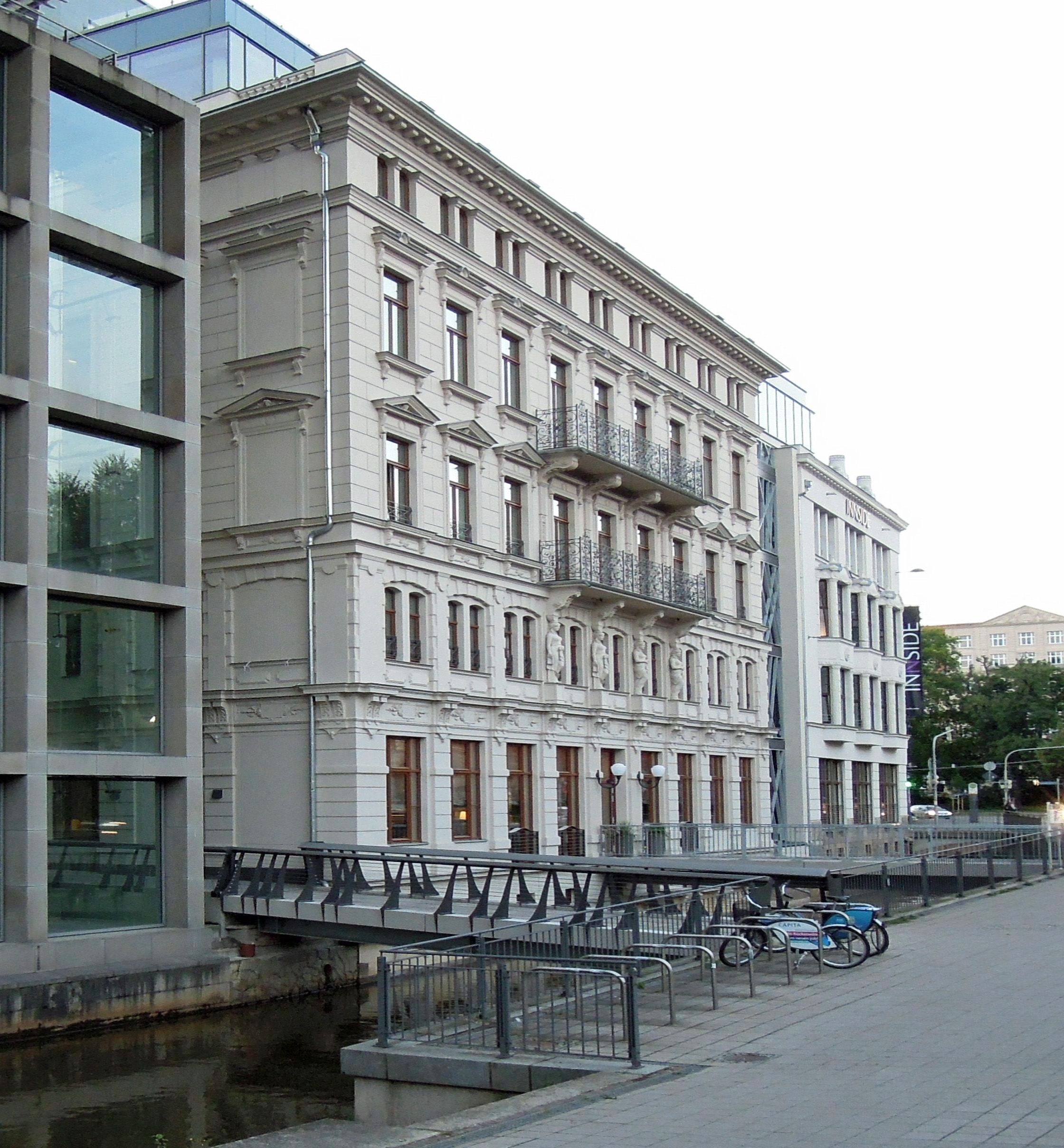
Rekonstruierte Fassade des ehemaligen Palais Schlobach, jetzt Teil des Hotels Innside (2017)

Das Palais Schlobach war ein Wohn- und Geschäftshaus am Dittrichring in Leipzig. Es ist nach seinem Neuaufbau mit original rekonstruierter Fassade seit 2016 ein Teil des Hotels Innside der Gruppe Meliá Hotels International.

## Lage und Architektur
Das Palais Schlobach stand am westlichen Ufer des Pleißemühlgrabens gegenüber der Thomaskirche. Seine Adresse war Dittrichring 11 (bis 1917 Thomasring, zuvor An der Pleiße). Linker Nachbar war die Thomasmühle (hier heute Verwaltungsgebäude der Commerzbank) und rechter das zur Gottschedstraße zählende Kosmoshaus. Nach heutiger Stadtgliederung gehört der Platz zum Ortsteil Zentrum-West.
Das Palais Schlobach war viergeschossig plus einer Mezzaninetage. Seine zur Straße gerichtete etwa 30 m lange Fassade war in neun Fensterachsen gegliedert. Sie war im Stil des Neoklassizismus mit Putzquaderung und Fensterverdachungen gestaltet. Den unteren der beiden Balkone mit Schmiedegitter trugen vier Karyatiden. Das Flachdach war von einer Balustrade umgrenzt. Der Zugang erfolgte über eine Brücke über den Pleißemühlgraben.

## Geschichte
1832 zog der Müller Johann Gottlieb Schlobach (1784–1866) mit seiner Familie von Düben nach Leipzig und pachtete die historische Thomasmühle am Pleißemühlgraben. 1845 kaufte er den Betrieb und die umgebenden zugehörigen Grundstücke. Johann Gottliebs Sohn Franz Schlobach (1824–1907) wandte sich nach Böhlitz-Ehrenberg, wo er die dortige Getreide- und Ölmühle in ein Furnierschneidegeschäft umwandelte. Die Thomasmühle wurde später verpachtet.

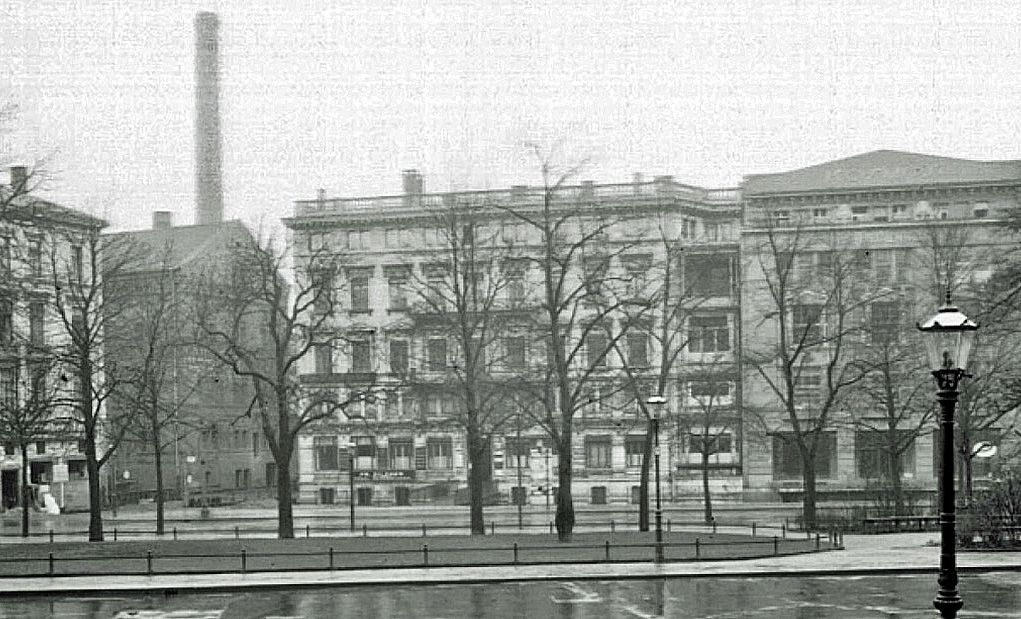
Palais Schlobach 1920 zwischen Thomasmühle und Kosmoshaus

Jedoch ließ er 1871/1872 auf einem an die Thomasmühle angrenzenden Grundstück ein aufwändiges Wohn- und Geschäftshaus errichten, für das sich der Name Palais Schlobach einbürgerte. Der Architekt des Hauses war der damals 27-jährige Arwed Roßbach (1844–1902), dessen spätere Bauten das Leipziger Stadtbild wesentlich mitprägten. 1897 wurde die Thomasmühle vom letzten Besitzer Paul Georg Otto Schlobach (1857–1906), Enkel von Johann Gottlieb, mit den anliegenden Grundstücken samt dem Palais Schlobach an die Stadt Leipzig verkauft.
Das Palais Schlobach wurde vielseitig genutzt. Das Leipziger Adressbuch für 1920 verzeichnet 16 Mietparteien, darunter neben Privatwohnungen die Leipziger Gewerbebank, den Sächsischen Gemeindebeamtenbund und eine Möbel- sowie eine Kolonialwarengroßhandlung.
Nach Schäden im Zweiten Weltkrieg wurde das Gebäude bei Reparatur- und Umbauarbeiten 1959 seines prächtigen Fassadenschmucks beraubt. Nach jahrelangem Verfall zwang akute Einsturzgefahr, es 2006 abzureißen.

## Neuaufbau
Nach acht Jahren Brache begann im Herbst 2014 der Bau eines Hotels, welches das benachbarte, bereits als Hotel betriebene Kosmoshaus, das sich entlang der Gottschedstraße erstreckt, mit einem Neubau auf der Fläche des ehemaligen Palais Schlobach vereint. Mithilfe von Bauzeichnungen und alten Fotoaufnahmen wurde die historische Fassade des ehemaligen Palais Schlobach rekonstruiert und eine Fußgängerbrücke als Zugang über den Pleißemühlgraben errichtet. Der Neubau wurde intern mit dem im Inneren erneuerten Kosmoshaus verbunden. Zwei neue Flügel verbinden im hinteren Bereich Palais und Kosmoshaus und umschließen einen etwa 200 m² großen Innenhof. Auf dem Neubau und dem Kosmoshaus wurden gläserne Aufbauten zur gastronomischen Nutzung errichtet. Die Bauplanung stammte vom Büro Denda Architekten in Markkleeberg. Das Hotel Innside mit der Adresse Gottschedstraße 1 wurde am 1. September 2016 eröffnet.